# Elezioni governatoriali negli Stati Uniti d'America del 2021
Le elezioni governatoriali negli Stati Uniti d'America del 2021 si svolsero il 2 novembre per eleggere i governatori di 2 stati su 50 (New Jersey e Virginia). Le consultazioni terminarono con la riconferma dei democratici in New Jersey e la vittoria dei repubblicani in Virginia.
In California si tenne il 14 settembre una consultazione per l'eventuale revoca del governatore Gavin Newsom, in carica dal gennaio 2019. La consultazione si chiuse con il 61,88% degli elettori che scelsero di non revocare il mandato a Newsom, contro il 38,12% che votò per la revoca; Newsom rimase pertanto in carica.

## Stati
| Stato      | Governatore uscente | Governatore uscente     | Democratici            | Repubblicani                             | Altri                                                                           | Governatore eletto | Governatore eletto |
| ---------- | ------------------- | ----------------------- | ---------------------- | ---------------------------------------- | ------------------------------------------------------------------------------- | ------------------ | ------------------ |
| New Jersey |                     | Phil Murphy (D)         | Phil Murphy - 51,1%    | Jack Ciattarelli - 48,2%                 | Madelyn R. Hoffman (V) - 0,3% Gregg Mele (L) - 0,3% Joanne Kuniansky (W) - 0,2% |                    | Phil Murphy (D)    |
| Virginia   | Ralph Northam (D)   | Terry McAuliffe - 48,6% | Glenn Youngkin - 50,6% | Princess Blanding - 0,7% Write-in - 0,1% |                                                                                 | Glenn Youngkin (R) |                    |